# 2009–2010-es szlovák labdarúgó-bajnokság (első osztály)
A 2009–2010-es szlovák nemzeti labdarúgó-bajnokság első osztálya (hivatalos nevén: Corgoň Liga 2009–10) tizenkét csapat részvételével rajtolt. A címvédő Slovan Bratislava nem tudta megvédeni bajnoki címét, a bajnokság győztese az MŠK Žilina csapata lett. A gólkirály 18 góllal Róbert Rák lett.

## A bajnokság csapatai
A 2009–2010-es szlovák nemzeti labdarúgó-bajnokság első osztályát 12 csapat részvételével rendezték, melyből 2 fővárosi, 10 vidéki egyesület volt.
| A csapat neve               | A csapat székhelye | #   |
| --------------------------- | ------------------ | --- |
| 1. FC Tatran Prešov         | Eperjes            | 7.  |
| FC Nitra                    | Nyitra             | 11. |
| FC Spartak Trnava           | Nagyszombat        | 3.  |
| FK DAC 1904 Dunajská Streda | Dunaszerdahely     | 9.  |
| FK Dukla Banská Bystrica    | Trencsén           | 10. |
| FK Senica                   | Szenice            | –   |
| MFK Dubnica                 | Máriatölgyes       | 8.  |
| MFK Košice                  | Kassa              | 4.  |
| MFK Petržalka               | Pozsony            | 6.  |
| MFK Ružomberok              | Rózsahegy          | 5.  |
| MŠK Žilina                  | Zsolna             | 2.  |
| ŠK Slovan Bratislava        | Pozsony            | 1.  |

### Változások az előző idényhez képest
Feljutott az élvonalba
- FK Senica

Kiesett a másodosztályba
- FC ViOn Zlaté Moravce

## Végeredmény
| #   | Csapat                   | M  | GY | D  | V  | G+ – G– | GK  | P  | Megjegyzések                                   |
| --- | ------------------------ | -- | -- | -- | -- | ------- | --- | -- | ---------------------------------------------- |
| 1.  | MŠK Žilina               | 33 | 23 | 4  | 6  | 59–17   | +42 | 73 | 2010–2011-es Bajnokok Ligája – 2. selejtezőkör |
| 2.  | Slovan BratislavaCV      | 33 | 21 | 7  | 5  | 54–24   | +30 | 70 | 2010–2011-es Európa-liga – 3. selejtezőkör     |
| 3.  | Dukla Banská Bystrica    | 33 | 15 | 11 | 7  | 45–30   | +15 | 56 | 2010–2011-es Európa-liga – 2. selejtezőkör     |
| 4.  | Nitra                    | 33 | 14 | 6  | 13 | 42–40   | +2  | 48 | 2010–2011-es Európa-liga – 1. selejtezőkör     |
| 5.  | MFK Ružomberok           | 33 | 13 | 8  | 12 | 33–35   | −2  | 47 |                                                |
| 6.  | SenicaÚ                  | 33 | 12 | 7  | 14 | 34–44   | −10 | 43 |                                                |
| 7.  | Spartak Trnava           | 33 | 12 | 5  | 16 | 52–46   | +6  | 41 |                                                |
| 8.  | 1. FC Tatran Prešov      | 33 | 11 | 5  | 17 | 32–38   | −6  | 38 |                                                |
| 9.  | MFK Dubnica              | 33 | 8  | 12 | 13 | 27–42   | −15 | 36 |                                                |
| 10. | DAC 1904 Dunajská Streda | 33 | 7  | 12 | 14 | 28–47   | −19 | 33 |                                                |
| 11. | MFK Košice               | 33 | 8  | 9  | 16 | 32–57   | −25 | 33 |                                                |
| 12. | MFK Petržalka            | 33 | 7  | 8  | 18 | 33–51   | −18 | 29 |                                                |

Forrás: rsssf.com 
A rangsorolás alapszabályai: 1. összpontszám, 2. győzelmek száma, 3. gólkülönbség, 4. szerzett gólok száma, 5. egymás elleni eredmények összpontszáma,  6. egymás elleni eredmények gólkülönbsége, 7. egymás elleni eredmények szerzett góljainak száma, 8. egymás elleni eredmények idegenben szerzett góljainak száma.
(B): Bajnokcsapat, (K): Kieső csapat, (F): Feljutó csapat, (I): Kupainduló, (R): A rájátszás győztese, (KGY): Kupagyőztes

## Külső hivatkozások
- A bajnokság honlapja